# بندپهلویان
بندپهلویان(نام علمی: Arthropleuridea) نام یک زیررده از رده هزارپائیان است.